# Ojos de gata
«Ojos de gata» es un sencillo de la banda madrileña Los Secretos, incluido en su LP Adiós tristeza (1991) y lanzado un año después en formato de disco sencillo.

## Historia
Canción hermana de Y nos dieron las diez, de Joaquín Sabina, con la que comparte música y la letra de las dos primeras estrofas, en la génesis de ambos temas, y según se ha señalado en la biografía de Enrique Urquijo Adios tristeza, de Miguel Ángel Bargueño, también corroborado parcialmente por Álvaro Urquijo, Sabina escribió el texto de las primeras estrofas en una servilleta que entregó a Urquijo. Por una serie de malentendidos, cada uno terminó la letra por su cuenta y grabaron y publicaron las canciones en sus respectivos álbumes Adiós tristeza y Física y Química.

## Versiones
Posteriormente el propio Sabina grabaría el tema, que se incorporó en su recopilatorio Punto... y seguido (2006). También lo hizo Miguel Ríos para su álbum Solo o en compañía de otros (2008).
Además fue interpretado por Leo Segarra Sánchez en el Talent show Operación Triunfo en la gala emitida por televisión el 11 de enero de 2007. Miguel Ríos la versionó en directo en el concierto homenaje a Enrique Urquijo con motivo del vigésimo aniversario de su fallecimiento, en noviembre de 2019.